# Arthur Greiser
Arthur Karl Greiser (Schroda, 22 gennaio 1897 – Posen, 21 luglio 1946) è stato un politico, generale e criminale di guerra tedesco.

## Biografia
Nel 1929 entrò nel partito nazionalsocialista e nelle Sturmabteilung e successivamente nel 1930 nelle SS. Nell'ottobre dello stesso anno fu nominato Gaugeschäftsführer della Città Libera di Danzica e fu per anni il massimo esponente del partito in città. Dal novembre 1934 e fino alla fine della guerra fu presidente del Senato di Danzica e amministratore del Reichsgau Wartheland.
Ai primi di agosto 1939 sollevò una serie di incidenti procedurali con gli ispettori doganali polacchi, giungendo ben presto ai ferri corti con il generale polacco Marian Chodacki. Insieme ad Albert Forster, Gauleiter di Danzica, Greiser portò in pochi giorni al massimo punto di esasperazione la questione della città libera, spalleggiato dalla propaganda nazista e dalla volontà di Hitler di giungere alla guerra, sfociando nell'invasione tedesca della Polonia.
Nel corso della guerra Greiser ricoprì nel partito cariche via via più importanti: fu amministratore del Reichsgau Wartheland subito dopo la sconfitta della Polonia, nel 1940 divenne deputato al Reichstag e poi fu Obergruppenführer delle SS.
Catturato alla fine del conflitto, fu condannato a morte per crimini di guerra ed impiccato.